# Лиел Абада
Лиел Абада (хебр. ליאל עבדה; Петах Тиква, 3. октобар 2001) је израелски фудбалер који тренутно наступа за Шарлот. Игра на позицији десног крила.

## Успеси
Макаби Петах Тиква
- Лига Леумит  (1) : 2019/20.[5]
- Куп Израела: (финале: 2019/20)[6]

 Селтик
- Премијершип лига Шкотске (2) : 2021/22,[7] 2022/2023.[8]
- Куп Шкотске  (1) : 2022/23.[9]
- Лига куп Шкотске  (2) : 2021/22,[10] 2022/23.[11]

Појединачни
- Најбољи млади фудбалер у Шкотској: 2021/22.[12]